# Aalborg Pirates
Die Aalborg Pirates sind eine Eishockeymannschaft aus Aalborg. Das Team entstand 1967 als Eishockeyabteilung des dänischen Sportvereins Aalborg BK, die 1980 eigenständig wurde. Seine Heimspiele tragen die Pirates seit 2007 im neu eröffneten Sportbereich des Gigantium aus.

## Geschichte

Logo des Aalborg BK

Die Eishockeyabteilung von Aalborg BK wurde 1967 gegründet. Erstmals auf sich aufmerksam machen konnte die Mannschaft in der Saison 1975/76, als sie den zweiten Platz der AL-Bank Ligaen, der höchsten dänischen Spielklasse, belegte. Nach 13 Jahren Zugehörigkeit zum Aalborg BK trennte sich die Eishockeyabteilung 1980 offiziell vom Stammverein und wurde ein Jahr später zum ersten und bislang einzigen Mal dänischer Meister. Diesen Erfolg konnte man trotz neun weiteren zweiten Plätzen – davon fünf Finalniederlagen seit 2004 – nicht mehr wiederholen. Im Jahr 1997 fusionierte der Verein mit dem Ishockeyklubben Aalborg. Dies hatte die Umbenennung des Vereins in Aalborg Ishockey Klub zur Folge. Als der Verein 2003 in finanzielle Engpässe geriet, entschied man sich dazu die Spiellizenz zurück zum Aalborg BK zu transferieren, als dessen Eishockeyabteilung der Club 1967 einst gegründet worden war und der Name wurde wieder in AaB Ishockey geändert.
Im Juni 2012 wurde die Mannschaft des AaB zunächst vom Spielbetrieb abgemeldet. Anschließend wurde die Lizenz an einen neuen Betreiber, die Aalborg Hockey A/S, verkauft und die Mannschaft unter dem Namen Aalborg Pirates wieder angemeldet.

## Erfolge
- Dänischer Meister (4): 1980/81, 2017/18, 2021/22, 2022/23
- Dänischer Vizemeister (11): 1976, 1983, 1984, 1987, 1989, 2004, 2005, 2006, 2007, 2010, 2021

## Europapokalspiele
| Wettbewerb                    | Runde               | Gegner                        | 1. Spiel  | 2. Spiel |  |
| ----------------------------- | ------------------- | ----------------------------- | --------- | -------- |  |
|                               |                     |                               |           |          |  |
| Eishockey-Europapokal 1981/82 | 1. Runde            | Stjernen IL Frederikstad      | 1:8       | 2:8      |  |
|                               |                     |                               |           |          |  |
| IIHF Continental Cup 2007/08  | 2. Runde Gruppe B   | Coventry Blaze                | 3:0       |          |  |
|                               |                     | HK Slavija Ljubljana          | 4:2       |          |  |
|                               |                     | EC Red Bull Salzburg          | 4:2       |          |  |
|                               | 3. Runde Gruppe E   | Tilburg Trappers              | 4:2       |          |  |
|                               |                     | Torpedo Ust-Kamenogorsk       | 1:4       |          |  |
|                               |                     | Brûleurs de Loups de Grenoble | 3:2 n. P. |          |  |
|                               | Super Final in Riga | HK Riga 2000                  | 2:7       |          |  |
|                               |                     | Ak Bars Kasan                 | 1:4       |          |  |
|                               |                     | Torpedo Ust-Kamenogorsk       | 5:3       |          |  |

## Bekannte Spieler
- Kasper Degn
- Chris Dingman
- Dmytro Jakuschyn